# Pulpotio Bareas
Pulpotio Bareas es un lugar designado por el censo ubicado en el condado de Luna en el estado estadounidense de Nuevo México. En el Censo de 2010 tenía una población de 120 habitantes y una densidad poblacional de 89,79 personas por km².

## Geografía
Pulpotio Bareas se encuentra ubicado en las coordenadas 32°13′4″N 107°46′22″O / 32.21778, -107.77278. Según la Oficina del Censo de los Estados Unidos, Pulpotio Bareas tiene una superficie total de 1.34 km², de la cual 1.34 km² corresponden a tierra firme y (0%) 0 km² es agua.

## Demografía
Según el censo de 2010, había 120 personas residiendo en Pulpotio Bareas. La densidad de población era de 89,79 hab./km². De los 120 habitantes, Pulpotio Bareas estaba compuesto por el 70.83% blancos, el 0% eran afroamericanos, el 0% eran amerindios, el 0% eran asiáticos, el 0% eran isleños del Pacífico, el 24.17% eran de otras razas y el 5% pertenecían a dos o más razas. Del total de la población el 79.17% eran hispanos o latinos de cualquier raza.